# UFC 8
UFC 8: David vs. Goliath è stato un pay-per-view di arti marziali miste organizzato dal Ultimate Fighting Championship il 16 febbraio 1996, al Coliseo Rubén Rodríguez di Bayamón, Porto Rico. È l'unico evento dell'UFC che si tiene a Porto Rico 
ed è stato successivamente pubblicato su home video.

## Retroscena
UFC 8 è stato il primo evento UFC situato al di fuori dei Stati Uniti continentali. Comprendeva un torneo da otto uomini e un incontro UFC Superfight Championship tra il campione in carica dell'UFC Ken Shamrock e Kimo Leopoldo. L'evento prevedeva anche un combattimento alternativo, che non è stato mostrato nella trasmissione in diretta pay-per-view. Il torneo non aveva classi di peso o limiti di peso. È stato imposto un limite di tempo di 10 minuti per tutte le partite del torneo tranne Superfight e finale (15 minuti).
Gli incontri dell'evento contrapponevano combattenti più grandi a combattenti più piccoli, da qui il termine "David vs. Goliath".
Il promotore locale dello storico primo e unico evento professionale di arti marziali miste fu Richy Miranda-Cortese, la cui società Sports & Entertainment Ltd dovette portare i funzionari del governo locale presso la Corte federale per evitare la cancellazione dell'evento, evento da parte del Governo. Tra questi funzionari governativi c'erano il governatore Pedro Rosselló e il direttore dello sport e delle attività ricreative Erick Labrador. La presentazione dell'evento si è sviluppata in nuove norme e regolamenti della commissione di boxe e nell'imposizione di una legge di divieto che è stata successivamente annullata dopo che Miranda-Cortese si è battuta in tribunale.
La finale del torneo prevedeva Don Frye contro Gary Goodridge, con Frye che vinse quando Goodridge venne sottomesso.
Pochi giorni prima dello spettacolo, il governo portoricano ha emesso una sentenza che vieta l'evento. Due giorni prima della carta, Cablevision è diventato il primo grande operatore, di quelli che negli anni successivi sarebbero diventati quasi tutti i principali sistemi via cavo in Nord America, a vietare lo spettacolo, affermando che non si sarebbe mai aspettato che andasse in onda UFC o un tipo di programmazione simile mai più. L'evento è anche degno di nota in quanto è stato il primo evento di MMA ad attirare critiche, comprese le proteste sul posto del politico del Michigan Calvin McCard a UFC 8. Queste proteste avrebbero scatenato il movimento nazionale contro le MMA nel 1996, guidato dal senatore dell'Arizona John McCain, che in seguito avrebbe temporaneamente spinto lo sport nell'underground degli Stati Uniti nel 1997.

## Risultati
- Eventuale ripescaggio nel torneo:  Sam Adkins contro  Keith Mielke

Adkins sconfisse Mielke per sottomissione (pugni) a 0:50.
- Quarti di finale del torneo:  Gary Goodridge contro  Paul Herrera

Goodridge sconfisse Herrera per KO (gomitate) a 0:13.
- Quarti di finale del torneo:  Jerry Bohlander contro  Scott Ferrozzo

Bohlander sconfisse Ferrozzo per sottomissione (strangolamento a ghigliottina) a 9:03.
- Quarti di finale del torneo:  Paul Varelans contro  Joe Moreira

Varelans sconfisse Moreira per decisione unanime. Varelans non poté proseguire il torneo perché infortunato e venne sostituito da Sam Adkins.
- Quarti di finale del torneo:  Don Frye contro  Thomas Ramirez

Frye sconfisse Ramirez per KO (pugno) a 0:08.
- Semifinale del torneo:  Gary Goodridge contro  Jerry Bohlander

Goodridge sconfisse Bohlander per KO tecnico (pugni) a 5:31.
- Semifinale del torneo:  Don Frye contro  Sam Adkins

Frye sconfisse Adkins per KO tecnico (stop medico) a 0:48.
- Finale del torneo:  Don Frye contro  Gary Goodridge

Frye sconfisse Goodridge per sottomissione (stop dall'angolo) a 2:14 e vinse il torneo UFC 8.
- Incontro per il titolo Superfight:  Ken Shamrock (c) contro  Kimo Leopoldo

Shamrock sconfisse Leopoldo per sottomissione (kneebar) a 4:24 e difese il titolo UFC Superfight.